# اختيار

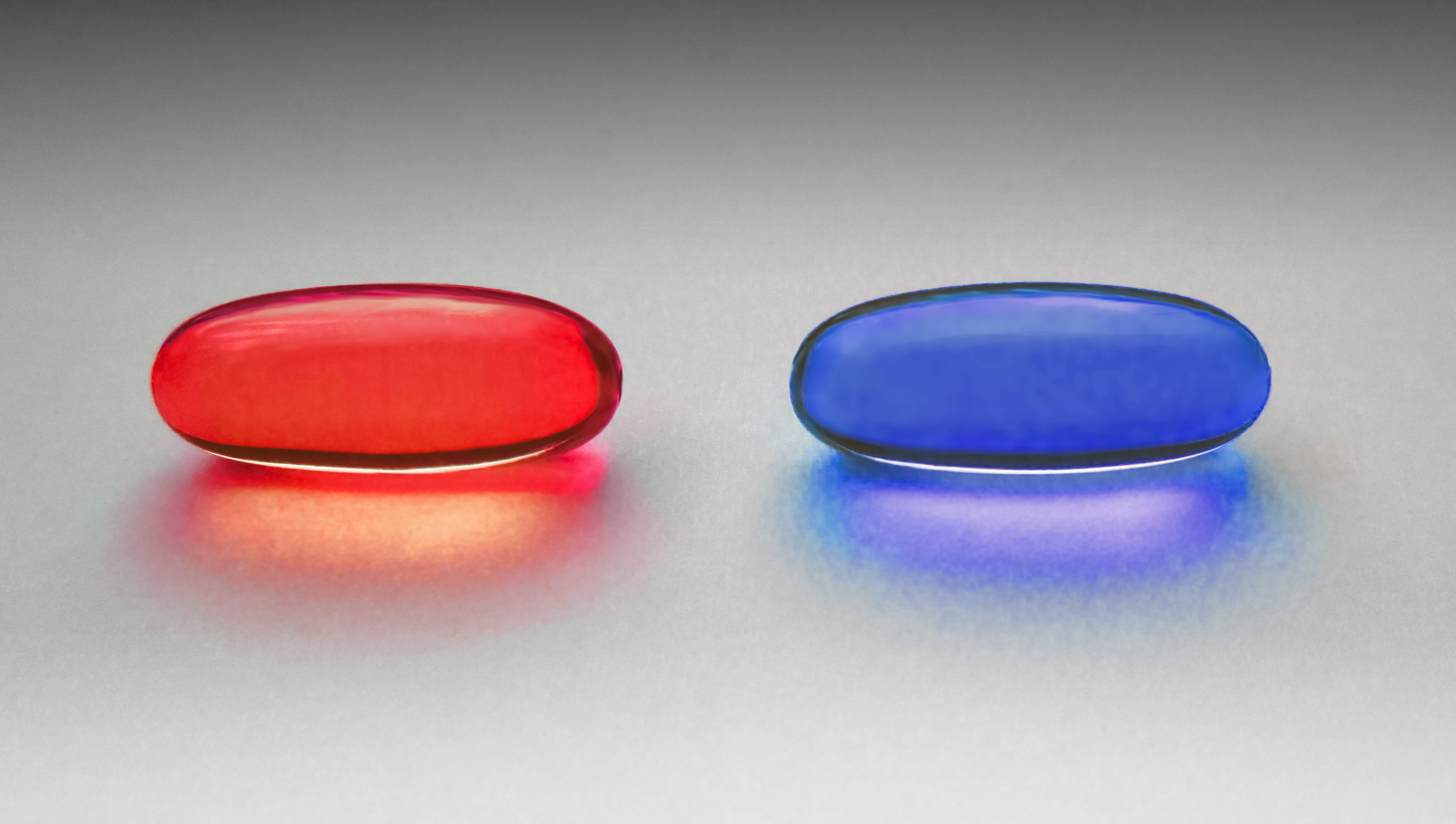
الاختيار بين حبة الدواء الحمراء والزرقاء

يتضمن الاختيار (بالإنجليزية: choice) اتخاذ القرار، كما يمكن أن يتضمن أيضاَ على تحكيم مزايا الخيارات المتعددة وتحديد خيار أو أكثر. ويمكن للإنسان الاختيار بين الاختيارات الوهمية (وماذا سيصبح إذا..؟) أو بين الاختيارات الواقعية مصاحبة بالأداء المقابل، فعلى سبيل المثال قد يختار المسافر الطريق إلى رحلة ما استناداً على تفضيل وصوله إلى وجهه معينة في أقرب وقت ممكن. ومن ثم يمكن أن يتبع المسار المفضل وبالتالي يتم اختياره من معلومات كالطول لكل من الطرق المحتملة، وحالة المرور وما إلى ذلك. ويمكن أن يشمل الوصول على خيار الوصول إلى محفزات أكثر تعقيداً كالإدراك والبديهة والشعور. وقد تتضمن الاختيارات البسيطة اختيار الطعام للعشاء أو اختيار اللبس في صباح يوم السبت، بينما تتضمن الاختيارات الأكثر تعقيداً على المرشح للتصويت في الانتخابات؟ والمهنة التي يجب اختيارها ومن هو شريكك في الحياة؟ إلخ. فتستند الخيارات إلى عدة أثار ولها تشعبات أكثر.
يظن معظم الناس بأن الاختيارات شيء جيد على الرغم من أن محدوديته قد تؤدي إلى عدم الراحة في القيام في الاختبار وربما نتيجة غير مرضية.
وعلى العكس، فقد يؤدي القيام بالاختيار في ظل وجود اختيارات متعددة إلى الارتباك، وللأسف إلى البدائل التي لم تتخذ واللامبالاة في وجود غير منظم وبالوهم بأن اختيار شيء ما أو مسار ما يؤدي بالضرورة إلى التحكم بشيء أو بمسار أخر والذي من الممكن أن يؤدي إلى مشاكل نفسية.كما يمكن أن يتضمن أيضاَ على تحكيم مزايا الخيارات المتعددة وتحديد خيار أو أكثر. ويمكن للإنسان الاختيار بين الاختيارات الوهمية (وماذا سيصبح إذا..؟) أو بين الاختيارات الواقعية مصاحبة بالأداء المقابل، فعلى سبيل المثال قد يختار المسافر الطريق إلى رحلة ما استناداً على تفضيل وصوله إلى وجهه معينة في أقرب وقت ممكن. ومن ثم يمكن أن يتبع المسار المفضل وبالتالي يتم اختياره من معلومات كالطول لكل من الطرق المحتملة، وحالة المرور وماإلى ذلك.
ويمكن أن يشمل الوصول على خيار الوصول إلى محفزات أكثر تعقيداً كالإدراك والبديهة والشعور.
وقد تتضمن الاختيارات البسيطة اختيار الطعام للعشاء أو إختار اللبس في صباح يوم السبت، بينما تتضمن الاختيارات الأكثر تعقيداً على المرشح للتصويت في الانتخابات؟ والمهنة التي يجب اختيارها ومن هو شريكك في الحياة؟ إلخ. فتستند الخيارات إلى عدة أثار ولها تشعبات أكثر.
يظن معظم الناس بأن الاختيارات شيء جيد على الرغم من أن محدوديته قد تؤدي إلى عدم الراحة في القيام في الاختبار وربما نتيجة غير مرضية.
وعلى العكس، فقد يؤدي القيام بالاختيار في ظل وجود اختيارات متعددة إلى الارتباك، وللأسف إلى البدائل التي لم تتخذ واللامبالاة في وجود غير منظم وبالوهم بأن اختيار شيء ما أو مسار ما يؤدي بالضرورة إلى التحكم بشيء أو بمسار أخر والذي من الممكن أن يؤدي إلى مشاكل نفسية.

## الأنواع
هناك أربعة أنواع رئيسية من الاختيارات على الرغم من أنه يمكن التعبير عنها بطرق مختلفة، وقد قسمتها بريان تريسي إلى عدة أنواع:
1. قرارات القيادة وهي التي لا يمكن إتخاذها إلا بصفة «القائد العام» أو مالك لشركة.
2. القرارات المفوضة وهي التي يمكن أن يقدمها أي شخص، مثل لون سقيفة الدراجة وينبغي تفويضها حيث يجب إتخاذ القرار ولكن الخيار غير كاف.
3. تجنب إتخاذ القرارات حيث يمكن أن تكون النتيجة شديدة" بحيث لاينبغي إتخاذ الاختيار، لانه لا يمكن التراجع عن العواقب إذا تم الاختيار بشكل خاطئ، ومن الممكن أن يؤدي إلى أشياء سلبية كالموت.
4. القرارات التي تحدث بدون تفكير حيث أنه من الواضح بأنه سيتم إتخاذ هذا القرار.
5. والنوع الخامس هو القرار التعاوني، الذي يتم بالتشاور والإتفاق فيه مع الأخرين.
وجعل هذا النوع من اختيار القرارات ثورة في سلامة حركات المرور الجوي من خلال عدم الإشارة إلى القبطان عندما يعلم أحد أفراد الطاقم بمشكلة ما.
توجد طريقة أخرى للنظر في القرارات تركز على ألية الفكرالمستخدمة، وهو القرار:
- المنطقي
- البديهي
- الاعتراف القائم
- الدمج

وأعترافاً بأن النوع يعتبر مصطلح غير دقيق، وهناك طريقة بدلية لتصنيف الخيارات وهي النظر إلى النتائج والكيان المتأثر، فعلى سبيل المثال سيكون استخدام هذه النهج ثلاثة أنواع من الخيارات:
- على صعيد العمل
- على الصعيد الشخصي
- وللمستهلك

وفي هذا النهج إنشاء أنواع الخيرات يجعل من الممكن تحديد القرارات ذات الصلة التي تؤثر الخيار المحدد وتقييده طالما يتأثر ويقيده خيار أخر.
هناك العديد من «صانع القرار التنفيذي» ومنتجات متاحة كعجلات القرار وكرة السحر رقم8، والتي تنتج بشكل عشوائي إجابة نعم أو لا، أو قرارات أخرى لشخص لا يمكن أن يصمم على اختيار أو يريد تفاوض.
وكما أن لوح ويجا يعتبر قرار مفوض. وكمبدأ أخلاقي، ينبغي إتخاذ القرارعن طريق المتأثرين بالقرار، وهذا عادة لا ينطبق على المسجونين الذين قد يتخذون قراراً أخراً غير البقاء في السجن. ونوه روبرت غيتس أن على هذا المبدأ بالسماح للصور الفوتوغرافية لإحياء ذكرى قتلى الحرب.

## قابلية التقييم في الاقتصاد
يجب على الإنسان أن يصدر أحكاماً حول جودة السمات في كل خيار عند القيام بالاختيار بين الخيارات. فعلى سبيل المثال، إذا إختار المرء بين المرشحين للعمل فإنه سيتم الحكم وفقاً لنوعية الصفات ذات الصلة كخبرة العمل السابق والمعدل الجامعي أو الثانوي وخطابات التوصية وأيضاً من الممكن أن يستند القرار إلى أحكام هذه الصفات. ومع ذلك، كل صفة لها مستوى مختلف لقابلية التقييم، أي مدى القدرة على استخدام المعلومات من تلك الصفات لإصدار حكم.
ومن أمثلة للسمات ذات القيمة العالية هي درجة سات. وهي تعرف على نطاق واسع في الولايات المتحدة بأن درجة سات إذا كانت أقل من 800 فهي سيئة للغاية وفي حين إذا كانت الدرجة أعلى من 1500 فهي جيدة بشكل إستثنائي. وذلك بسبب توزيع هذه الدرجات على السمات المعروفة بشكل جيد نسبياً فهي صفات ذات قيمة عالية. تقارن درجة سات إلى سمة سيئة التقييم كعدد الساعات في القيام بأداء الواجبات المنزلية. لا يعرف معظم أرباب العمل مايعني القضاء 10.000 ساعة بالقيام بواجباتهم المنزلية وذلك لأن ليس لديهم فكرة عن توزيع إمكانية عشرات العمال في عدد السكان على هذه السمة.
ونتيجة لذلك، من الممكن أن تسبب القابلية لتقييم انعكاسات تفضيلية بين التقييمات المشتركة والمنفصلة، فعلى سبيل المثال قام كل من هيسي وجورج لونشتاين وبلونت وبازيرمان بالنظر في كيفية اختيار الناس للخيارات عندما يتم المقارنة بينها مباشرة عندما تعرض في وقت واحد أو عندما لا يمكن مقارنتها لأن عندما يكون لدى الشخص خيار واحد. (1999) والمثال المتعارف عليه هو قرار التوظيف لمرشحين لوظيفة البرمجة. وقد طلب إعطاء راتب أول لموضوعات في تجربة إلى إثنين من المرشحين وهما المرشح ج. والمرشح س. ومع ذلك، فقد اين البعض كلا المرشحين في نفس الوقت للتقيم المشترك بينما عاين الأخرين مرشحاً واحداً فقط لتقييم منفصل. لدى العميل ج. خبرة في برامج بنسبة 70 والمعدل التراكمي 2.5، بينما للمرشح الأخر خبرة في البرامج بنسبة 10 ومعدلة التراكمي 3.9. وأظهرت النتائج أن المرشحان حصلا تقريباً على نفس الراتب بدءاً للمواضيع، الذي على مايبدو كان يعتقد بانخفاض المعدل التراكمي ولكن تجربة عالية تساوي تقريباً للمعدل التراكمي العالي ولكن بتجربة منخفضة. ومع ذلك يدفع في التقييم المنفصل للمرشح س.على المواضيع مع المعدل التراكمي المرتفع مال أكثر وبشكل ملحوظ. ويعود تفسير هذا هو أن برامج كي هي سة يصعب تقييمها، وبالتالي لا يمكن للناس أن يسندوا حكمهم على هذه السمات في التقييم المنفصل.
تحدد العوامل الشخصية اختيار الغذاء، فهي تعود على الأفضلية والجمعيات والعادات والتراث العرقي والتقاليد والقيم والضغط الاجتماعي والراحة العاطفية والمتوفر والراحة والاقتصاد والصورة والحالات الصحية والتغذية.

## عدد الخيارات ونقيضها
وقد ركزت عدد من الدراسات البحثية في علم النفس الاقتصادي على كيفية اختلاف السلوك الفردي عندما ينخفض عدد الخيارات (عدد من الخيارات المتاحة للاختيار من بينهم) منخفضة بخلاف عندما تكون عالية. ومما له من أهمية خاصة ما إذا كان الأفراد أكثر عرضة لشراء منتج من مجموعة كبيرة بخلاف عند الاختبار من مجموعة صغيرة.وحالياً إن تأثير اختيار حجم مجموعة ما على احتمال غير واضح للشراء، وفي بعض الحالات تثني مجموعة الإختارات الكبيرة الأفراد عن الاختيار، وفي حالات أخرى إما أنها تشجعهم أو ليس لها أي تأثير عليهم.وقد قارنت إحدى الدراسات بين الذين يفضلون الكثير من الخيارات والمحكومين بالكثير منها.
قد ذهب أشخاص إلى التسوق في متاجر مختلفة التي كان لديها مجموعة من الخيارات والتي تتراوح عشوائياً من 4 إلى 16، بعضها خيرات جيدة وبعضها سيئ. ووجد الباحثون تأثير أقوى للأشخاص الذين ينجذبون للكثير من الخيارات. ومع ذلك، يتنبأون بأن سبب التخصيص لعدد من الخيارات وجودة هذه الخيارات أن العديد من المحلات التجارية التي لديها خيارات أقل لم تتضمن أي خيار أو خياراً واحداً فقط كان جيداً إلى حد معقول، مما قد يجعل من الأسهل إجراء خيار مقبول عندما تكون هناك خيارات أخرى متاحة.
وهناك بعض الأدلة التي تثبت بأن للاختيار الأكبر إمكانية على تحسين رفاهية الشخص، وفي بعض الأحيان يكون هناك شيء ككثرة الاختيارات. فعلى سبيل المثال، طلب من أشخاص في تجربة على اختيار المياة الغازية المجانية للاختيار من ستة بمقابل 24 مشروب غازي، حيث تكون الفائدة الوحيدة من مجموعة الخيارات الأصغر هي تقليل العبء المعرفي للاختيار.وتدعم دراسة جديدة هذا البحث وتجد أن العاملين في مجال الخدمات الإنسانية أشاروا إلى تفضيلات للسيناريوهات مع خيارات محدودة على سيناريوهات شاملة الخيارات. زاد تفضيل الخيارات المحدودة مع ازدياد الخيارات ضمن سيناريوهات شمولية الخيارات. محاولات لشرح لماذا يمكن للخيار أن يحفز الشخص للشراء وتركزعلى عاملين. يفترض المرء بأن تحديد عدد أكبر من الخيارات يفرض عبئاً إدراكياً على الفرد. يفترض البعض بأنه من الممكن أن يشعر الأفراد بالندم إذا قاموا باختيار دون المستوى المثالي، وأحياناَ يتجنبون إتخاذ الخيار لتجنب الشعور بالندم.وقد توسعت البحوث أيضاً في اختيار الحمل المفرط في اختيار الخيار، مشيرة إلى وجود مفارقة في الاختيار، وتنشأ ثلاث مشاكل مع ازدياد الخيارات المتاحة
أولاً هناك مسألة في الحصول على معلومات كافية بالنسبة للخيارات من أجل القيام بإتخاذ قرار.
ثانياً، يؤدي وجود المزيد من الخيارات إلى ارتفاع التوقعات فعندما يكون هناك عدد كبير من الخيارات تعتمد معايير الأشخاص لما يكون لنتيجة مرتفعة ومقبولة، وبعبارة أخرى «ينهبك الاختيار».
ثالثاَ، مع وجود العديد من الخيارات المتاحة قد يعتقد الناس بأنهم مسؤولين عن نتيجة غير مقبولة، لانه يجب إن يتم اختيار أفضل خيار مع وجود مع الكثير من الخيارات، يمكن أن تكون مسؤولية العالم إذا كان هناك خيار واحد متاح وإنتهى بخيبة أمل، وتكون مسؤولية الفرد إذا كان هناك عدة خيارات والخيار الذي يجعل الشخص يشعر بخيبة أمل.
ومع ذلك، فإن التحليل التجميعي للأدب على الاختيار الزائد يدعو إلى التساؤل (ششيبن، غريفينيدر، تود، 2010).وفي كثير من الحالات، وجد الباحثون عدم وجود تأثير لمجموعة الاختيار على معتقدات ومشاعر وسلوك الناس. وفي الواقع إن تأثير «كثرة الخيارات» هو الحد الأدنى في أحسن الأحوال، وفي حين أنه من المتوقع بأن يكون من الأفضل إبقاء الخيارات مفتوحة، فقد أظهرت الأبحاث بأن وجود فرصة لمراجعة قرارات المرء يجعل الأشخاص أقل رضا عن نتيجة القرار.
وقد وجدت دراسة حديثة بأن المشاركين قد عانوا من شدة الندم بعد القيام بإتخاذ قرار متقلب.
وتشير النتائج بأن القرارات التي يمكن أن ينقلب تدفع الناس إلى مواصلة التفكير في اختيارات القرار ذات الصلة، وهو الأمر الذي قد يزيد من عدم الرضا عن القرار والندم.